# Karl Steubl
Karl Steubl (Austria, 25 ottobre 1910 – Linz, 21 settembre 1945) è stato un militare austriaco, noto per la sua partecipazione all'Aktion T4 e all'Aktion Reinhardt.

## Biografia
Steubl lavorò come infermiere senior presso il castello di Hartheim, uno dei sei centri di sterminio dell'Aktion T4, situato nell'Alta Austria. Nell'agosto del 1942 venne trasferito al campo di sterminio di Sobibór, dove sostituì Hans-Heinz Schütt nel ruolo di tesoriere del campo. Nell'ottobre del 1943, dopo la famosa rivolta dei prigionieri, prese parte all'esecuzione degli ebrei provenienti dal campo di sterminio di Treblinka che avevano contribuito a smantellare Sobibór. Dopo la guerra, venne arrestato dagli alleati ma si suicidò il 21 settembre 1945 a Linz, in Austria.